# Pteris longipes
Pteris longipes là một loài thực vật có mạch trong họ Pteridaceae. Loài này được D. Don miêu tả khoa học đầu tiên năm 1825.